# Téji Savanier
Téji Savanier (Montpellier, 22 dicembre 1991) è un calciatore francese, centrocampista del Montpellier.

## Caratteristiche tecniche
È un centrocampista centrale. Fa della rapidità nello stretto e della visione di gioco i suoi punti di forza, ed è dotato di un'ottima tecnica. Un aspetto che distingue la sua carriera sul versante del numero di gol fatti nelle varie partite è che un'altissima percentuale di essi sono stati realizzati sui calci piazzati, infatti è forte nel segnare sui rigori, e altre volte riesce a fare gol anche con i calci di punizione.

## Carriera

### Club

#### Arles-Avignon e Nîmes
La sua carriera nel professionismo ha inizio nel 2011 giocando nel club del Arles-Avignon, nella Ligue 2 la seconda divisione del calcio francese, il 24 settembre segna il suo primo gol vincendo per 3-0 contro il Lens. Nel 2013 durante una partita contro il Gazélec Ajaccio segna il gol del 1-0 ottenendo la vittoria inoltre con un suo passaggio Yunis Abdelhamid realizza la rete del 3-2 battendo il Caen. Nel 2015 gioca le sue ultime partite con la squadra, segna il gol del 2-1 battendo il Châteauroux mentre l'ultima rete per l'Arles-Avignon la segna vincendo per 4-1 contro l'US Orléans.
Successivamente si trasferisce nel club del Nîmes il quale dalla seconda divisione, viene promossa alla prima, la Ligue 1, dopo aver ottenuto il secondo posto nell'edizione 2017-2018 del campionato. Durante una partita di Coppa di Francia contro l'Havre Savanier salva il risultato, infatti con due gol di svantaggio alla fine del secondo tempo, segna una rete oltre a servire a Anthony Briançon l'assist per il gol del 4-4, la partita va ai rigori dove segna dal dischetto, benché la squadra perda ugualmente per 5-4, anche la partita successiva finita per 1-1 contro il Saint-Étienne ancora una volta decide la vincitrice ai rigori, e questa volta il Nîmes vince per 4-2, il primo rigore lo segna Savanier.

#### Montpellier
Nel 2019 entra a far parte del Montpellier, nel 2021 nella Coppa di Francia grazie a un suo assist Andy Delort segna la rete del momentaneo pareggio battendo per 2-1 ai quarti di finale il Canet Roussillon, mentre in semifinale affronta il Paris Saint-Germain perdendo dopo un pareggio per 2-2 mentre ai rigori, benché Savanier riesca a segnare un gol la squadra perde per 6-5. nell'edizione 2021-2022 arriva a segnare otto gol nel campionato di prima divisione.

### Nazionale
Nel 2021 gioca come fuoriquota nella nazionale olimpica ai Giochi di Tokyo, in cui la Francia viene eliminata alla fase a girone, con un'unica vittoria anche grazie a Savanier, che mette a segno il gol del definitivo 4-3 ai danni del Sudafrica.

## Statistiche

### Presenze e reti nei club
Statistiche aggiornate al 9 febbraio 2025.
| Stagione             | Squadra              | Campionato           | Campionato | Campionato | Coppe nazionali | Coppe nazionali | Coppe nazionali | Coppe continentali | Coppe continentali | Coppe continentali | Altre coppe | Altre coppe | Altre coppe | Totale | Totale | Totale |
| Stagione             | Squadra              | Comp                 | Pres       | Reti       | Comp            | Pres            | Reti            | Comp               | Pres               | Reti               | Comp        | Pres        | Reti        | Pres   | Reti   |        |
| -------------------- | -------------------- | -------------------- | ---------- | ---------- | --------------- | --------------- | --------------- | ------------------ | ------------------ | ------------------ | ----------- | ----------- | ----------- | ------ | ------ | ------ |
| 2011-2012            | Arles                | L2                   | 20         | 1          | CF+CdL          | 0+1             | 0+0             | -                  | -                  | -                  | -           | -           | -           | 21     | 1      |        |
| 2012-2013            | Arles                | L2                   | 27         | 2          | CF+CdL          | 2+3             | 1+0             | -                  | -                  | -                  | -           | -           | -           | 32     | 3      |        |
| 2013-2014            | Arles                | L2                   | 25         | 1          | CF+CdL          | 1+1             | 0+0             | -                  | -                  | -                  | -           | -           | -           | 27     | 1      |        |
| 2014-2015            | Arles                | L2                   | 32         | 3          | CF+CdL          | 1+4             | 0+1             | -                  | -                  | -                  | -           | -           | -           | 37     | 4      |        |
| Totale Arles-Avignon | Totale Arles-Avignon | Totale Arles-Avignon | 104        | 7          |                 | 13              | 2               |                    | -                  | -                  |             | -           | -           | 117    | 9      |        |
| 2015-2016            | Nîmes                | L2                   | 27         | 3          | CF+CdL          | 1+0             | 0+0             | -                  | -                  | -                  | -           | -           | -           | 28     | 3      |        |
| 2016-2017            | Nîmes                | L2                   | 34         | 8          | CF+CdL          | 0+1             | 0+0             | -                  | -                  | -                  | -           | -           | -           | 35     | 8      |        |
| 2017-2018            | Nîmes                | L2                   | 31         | 4          | CF+CdL          | 3+1             | 0+1             | -                  | -                  | -                  | -           | -           | -           | 35     | 5      |        |
| 2018-2019            | Nîmes                | L1                   | 32         | 6          | CF+CdL          | 0+2             | 0+0             | -                  | -                  | -                  | -           | -           | -           | 34     | 6      |        |
| Totale Nîmes         | Totale Nîmes         | Totale Nîmes         | 124        | 21         |                 | 8               | 1               |                    | -                  | -                  |             | -           | -           | 132    | 22     |        |
| 2019-2020            | Montpellier          | L1                   | 19         | 6          | CF+CdL          | 2+2             | 1+0             | -                  | -                  | -                  | -           | -           | -           | 23     | 7      |        |
| 2020-2021            | Montpellier          | L1                   | 27         | 5          | CF              | 4               | 0               | -                  | -                  | -                  | -           | -           | -           | 31     | 5      |        |
| 2021-2022            | Montpellier          | L1                   | 29         | 8          | CF              | 2               | 1               | -                  | -                  | -                  | -           | -           | -           | 31     | 9      |        |
| 2022-2023            | Montpellier          | L1                   | 30         | 12         | CF              | 0               | 0               | -                  | -                  | -                  | -           | -           | -           | 30     | 12     |        |
| 2023-2024            | Montpellier          | L1                   | 32         | 9          | CF              | 2               | 0               | -                  | -                  | -                  | -           | -           | -           | 34     | 9      |        |
| 2024-2025            | Montpellier          | L1                   | 19         | 2          | CF              | 1               | 0               | -                  | -                  | -                  | -           | -           | -           | 20     | 2      |        |
| Totale Montepellier  | Totale Montepellier  | Totale Montepellier  | 156        | 42         |                 | 13              | 2               |                    | -                  | -                  |             | -           | -           | 169    | 44     |        |
| Totale carriera      | Totale carriera      | Totale carriera      | 384        | 70         |                 | 34              | 5               |                    | -                  | -                  |             | -           | -           | 418    | 75     |        |